# 陸志豪 (香港)
陸志豪（Michael Chi Ho Luk，1986年8月22日—），生於香港，香港足球運動員，司職進攻中場，現時為香港足球代表隊成員，現時效力香港甲組聯賽球會凱景。

## 球會生涯
陸志豪生於香港，5歲時隨父母移居加拿大，於多倫多長大。其後他以足球員身份報讀美國新澤西的聖約翰大學，被取錄之餘，還獲得全數運動員獎學金。
2002年，陸志豪在安大略省球會木橋前鋒展開其球員生涯，隨後在2003年轉會北約克藍衣，期間出色的表現吸引到加拿大U17國家隊的教練賞識，選陸志豪入隊。
2008年，陸志豪獲大學隊友梁敏誠推薦轉會到南加州的溫落大學，並先後為學校三奪州冠軍。
在2005至08年期間，陸志豪效力聖約翰大學的足球隊聖約翰紅雷，並不時擔任後衛及中場角色，其後升讀溫落大學並加入校隊溫落老鷹，陸志豪於2008及2009年分別效力美國超級發展聯盟球會紐華克鐵路快車和多倫多山貓，在效力多倫多山貓時獲球會給予具代表性的10號球衣並於2009年7月11日對韋恩堡狂熱的聯賽取得首個正式比賽入球，直到2010年與葡萄牙FC簽約加盟並在2010年5月28日對蒙特利爾衝擊學院的聯賽首次為球隊上陣。
畢業後，由於陸志豪持有香港特區護照，能以內援身份在國內聯賽註冊，因此獲中超球會南昌八一邀請試腳，但很快就被放棄。陸志豪遂轉來到香港隨晨曦試腳，並成功獲得合約。在季初頭4場比賽，陸志豪均以後備身份入替，直到2010年10月17日主場對公民的聯賽，他首次正選上陣便大演帽子戲法，一度助球隊領先至4–2，惟晨曦最終仍4–5落敗，但陸志豪終於取得正選席位。
2012年7月9日，陸志豪加盟香港老牌球會南華，兩年後轉會東方。
在2015年8月，陸志豪加盟地區球會冠忠南區，在2015年9月13日以3–3賽和香港飛馬的聯賽，取得加盟後的首個入球。隨後，陸志豪再以1–1賽和元朗的聯賽連續3場港超賽事取得入球，而當季累積入球數字，已是他在香港球壇單季個人入球數新高。該月，陸志豪隨即當選球隊11月份最佳球員。加盟後首季，陸志豪合共取得8個入球，成為本地華人首席射手，更在季尾在球會管理層、教練團、傳媒及球迷方面都取得最高票數，當選冠忠南區全季最佳球員。2016/17球季，陸志豪交出7次助攻，列隊中及港超第二助攻王。
2019年7月，陸志豪加盟香港超級聯賽球會和富大埔。

## 國際賽生涯
2003年，陸志豪代表加拿大U17國家隊出戰國際青年賽事，並上陣5場，
由於陸志豪在香港出生及持有香港特區護照，因此他亦有代表香港足球代表隊的基本資格，他於2012年11月2日獲香港隊教練金判坤首次征召入名單，在2012年11月14日以1–1賽和馬來西亞國家隊的國際友誼賽首次代表香港上陣。
不過代表香港隊上陣僅4場後，陸志豪便未獲教練金判坤重用，只是經常入選香港B隊出戰港澳埠際賽及省港盃等非國際A級賽賽事。
2017年12月，陸志豪繼續獲香港隊徵召出戰第40屆省港盃，結果香港兩回合合計以2–2賽和廣東，最終香港在互射12碼以4–2擊敗廣東，重奪失落五年的省港盃冠軍。

## 個人生活
陸志豪與前大學隊友梁敏誠成立Affinity Education公司，協助年輕球員取得獎學金赴美國升讀大學，他希望協助香港年輕球員考取心儀學科學位，為未來鋪路同時在球技方面大躍進，他日回流成為香港代表隊的新血。
陸志豪於12歲那年在朋友介紹下遇上其女友Melissa，後來卻因為女友要搬到鄰近小鎮失去聯絡，直到Melissa於2012年來港旅遊，使她與陸志豪二人於香港重逢，最終使二人相戀起來。直到2017年7月6日，陸志豪與Melissa在牙買加沙灘結婚。

## 榮譽
南華
- 香港甲組足球聯賽冠軍（2012–13季度）
- 香港高級組銀牌冠軍（2013–14季度）

晨曦
- 香港高級組銀牌冠軍（2011–12季度）

東方
- 香港高級組銀牌冠軍（2014–15季度）

冠忠南區
- 冠忠南區 全季最佳球員（2015–16季度）
- 冠忠南區 11月份最佳球員（2016–17季度）

香港代表隊
- 龍騰盃冠軍（2015、2016年）
- 港澳埠際賽冠軍（2015、2016、2017年）
- 省港盃冠軍（2018年）

## 外部連結
- 香港足球總會網頁球員註冊資料 （页面存档备份，存于）